# یواس‌اس سندرز (دی‌ئی-۴۰)
یواس‌اس سندرز (دی‌ئی-۴۰) (به انگلیسی: USS Sanders (DE-40)) یک کشتی بود. این کشتی در سال ۱۹۴۳ ساخته شد.